# مانیلا لوزون
مانیلا لوزون (به انگلیسی: Manila Luzon) (زاده ۱۰ اوت ۱۹۸۱) زن‌پوش، کمدین آمریکایی است.